# Porta Castiglione
La Porta Castiglione était une porte faisant partie des anciens murs médiévaux de la ville de Bologne, en Italie.

## Historique

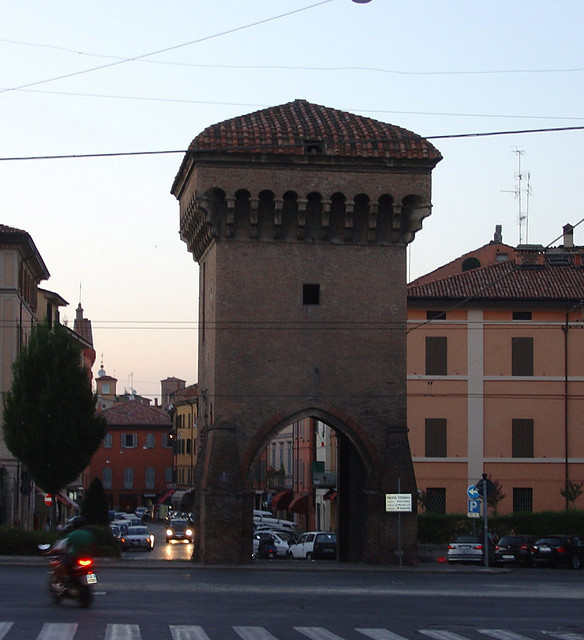
Porta Castiglione (vue de l'extérieur)

D'abord érigée dans la seconde moitié du XIIIe siècle, elle a été reconstruite au XVe siècle. La tour - de nos jours isolée - était autrefois à mâchicoulis au sein des remparts des murs de la ville. La porte se dressait à côté du Canal Sevena, qui traverse la ville et dont le courant hydraulique fournissait de l'énergie pour les usines de tissu de la ville.
Neuf des douze portes originales subsistent des anciens remparts (Cerchia del Mille) de Bologne. Parmi elles, la Porta Maggiore (ou Mazzini), la Porta Castiglione, la Porte San Felice, la Porta delle Lame, la Porte Galliera, la Porta Mascarella, la Porta San Donato, la Porte Saragozza et la Porta San Vitale. 